# パリ東駅
パリ東駅（パリひがしえき、パリ・ガール・ド・レスト、フランス語: Paris Gare de l'Est）はフランスの首都・パリにあるフランス国鉄（SNCF）の主要ターミナル駅の一つ。開業は1849年。フランス東部やドイツ、ルクセンブルク方面への列車が発着する。パリ北駅のすぐ東に位置しており、徒歩でアクセス可能である。

## 概要
SNCFにおけるパリの主要ターミナル駅の一つである。駅名は、長距離路線やTER、トランシリアンではパリ東（パリ・エスト、Paris-Est）であり、メトロの路線では東駅（ガール・ド・レスト、Gare de l'Est）である。
当駅名はパリより東へ向かう列車が発着するため、「東駅」と名付けられた。そのため、パリの東側にある駅ではない。

### 利用可能な鉄道路線
- 長距離列車
  - 2007年6月10日のLGV東ヨーロッパ線開業により、アルザス＝ロレーヌ地方のストラスブール、ナンシー、メス、シャンパーニュ地方のランス、バーゼル（スイスだが、バーゼル駅構内に国境があり、フランス国内線扱い）、および国際列車であるルクセンブルク、ドイツ（シュトゥットガルト）、スイス（チューリッヒ）への列車はTGVに置き換えられた。
  - ドイツ（フランクフルト）への列車はTGV及びドイツ鉄道 (DB) のICEで運転されている。
  - ミュンヘンへの夜行列車が一往復運転されている。
  - アンテルシテが発着する。
  - ベニス・シンプロン・オリエント・エクスプレスの発着駅の1つでもある。
- 地域圏急行輸送（TER）：グラン・エスト（英語版、フランス語版）
- フランス国鉄近郊列車： P線
- RATP パリ・メトロ：4号線、5号線、7号線

## 歴史
1849年にパリ・ストラスブール鉄道の起点としてサン＝ローラン広場跡地に開業した。開業時の駅名は「ストラスブール桟橋 (embarcadère de Strasbourg)」で、のちにパリ・ストラスブール駅に改称し、その後現駅名に改称した。
1883年10月4日にはコンスタンティノープル（イスタンブール）行きのオリエント急行一番列車の始発駅となった。
第一次世界大戦の初期には多くの兵士がこの駅から西部戦線に向けて出征した。このときの様子を描いた画家Albert Herterによる絵が1926年以降駅舎に展示されている。
1998年RER E線が開業、当駅発着の近郊列車の一部がRER E線系統に変更された。
2007年6月10日からLGV東ヨーロッパ線が開業し、TGVがフランス東部、ドイツ方面へ運行を開始した。

## 駅構造

### フランス国鉄
15面29線を持つ頭端式の地上駅である。一番西側から2番線で、一番東が30番線である。30番線のみ1面ホームで、後のホームはすべて島式ホームである。中央の11番線から22番線までは近郊線専用ホームであり、自動改札機が設置されている。他のホームは長距離列車用で、改札はない。近郊線に有人改札口はないため、ユーレイルパスなどで近郊列車を利用する場合は窓口でパスを提示して改札機通行券をもらう必要がある。現在、TGV東ヨーロッパ線の開通に伴い、駅構内で工事が行われている。
当駅のホームにはヨーロッパで見られるトレイン・シェッドはかけられておらず、各ホームにスレートの屋根があるのみである。かつてはトレイン・シェッドが存在したが、1900年の改修の際に撤去された。駅舎の中にはホテルがある。なお、当駅には観光案内所はないが、徒歩5分の北駅構内の観光案内所を利用すればよい。

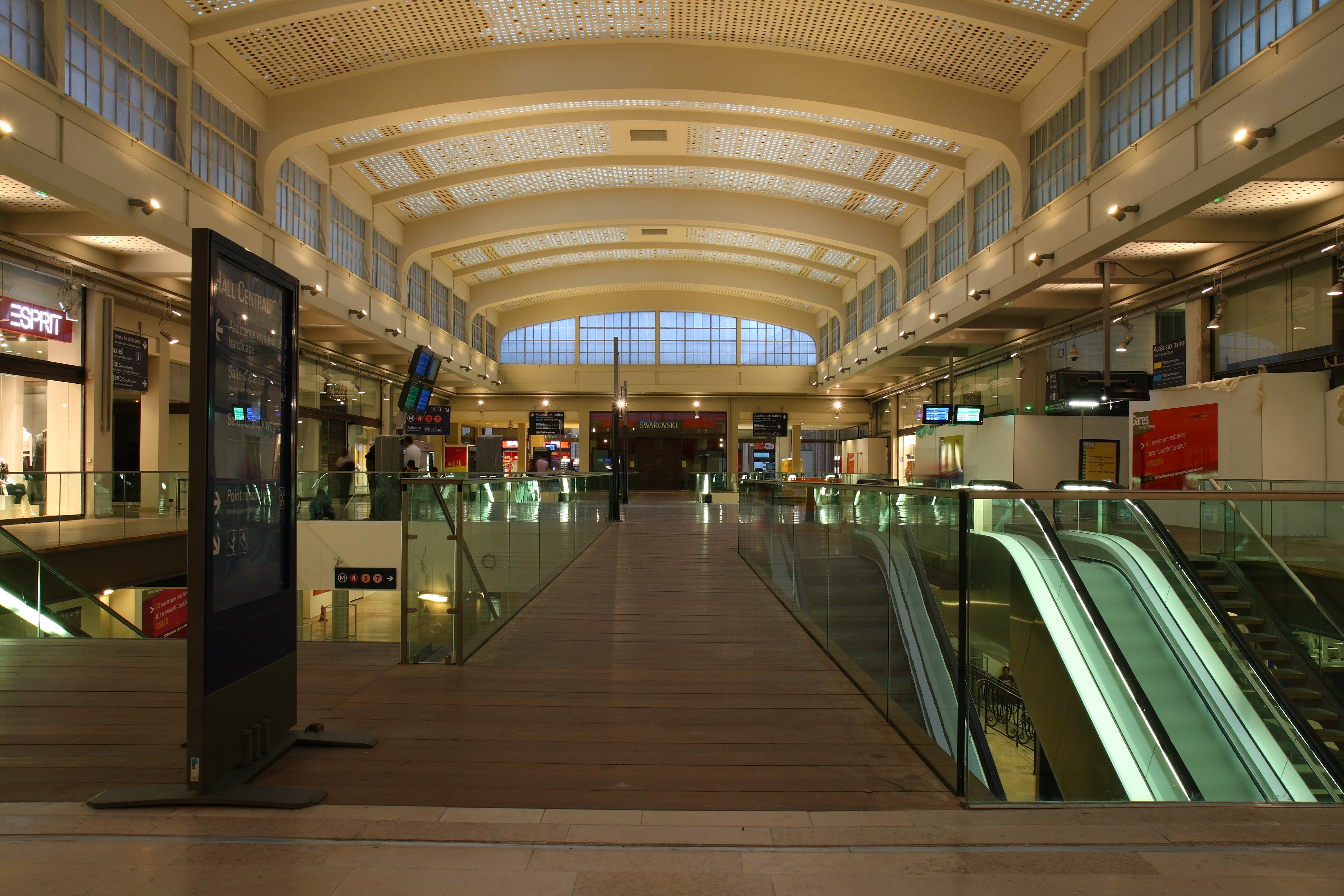
駅舎内ホール
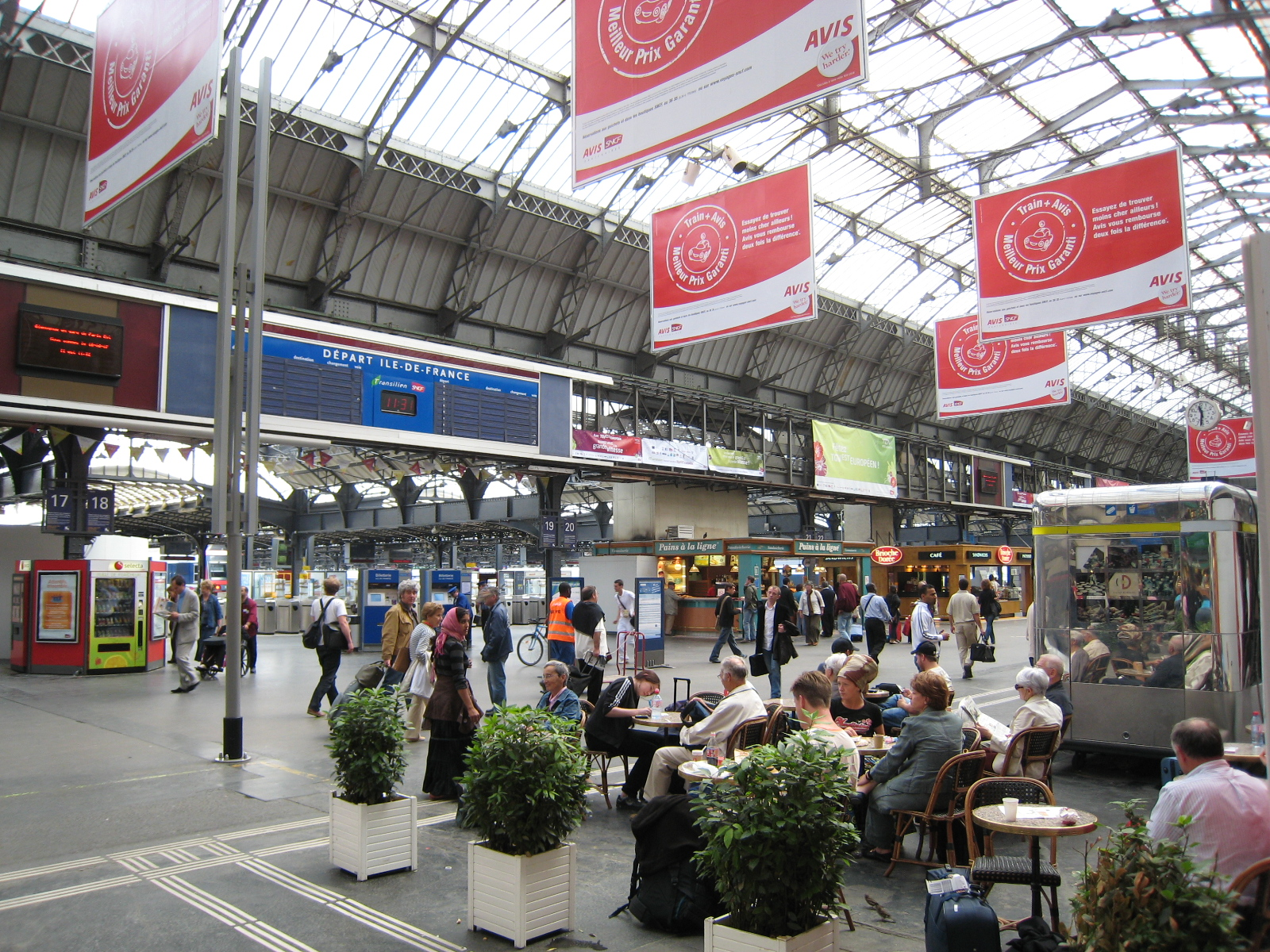
改札口周辺
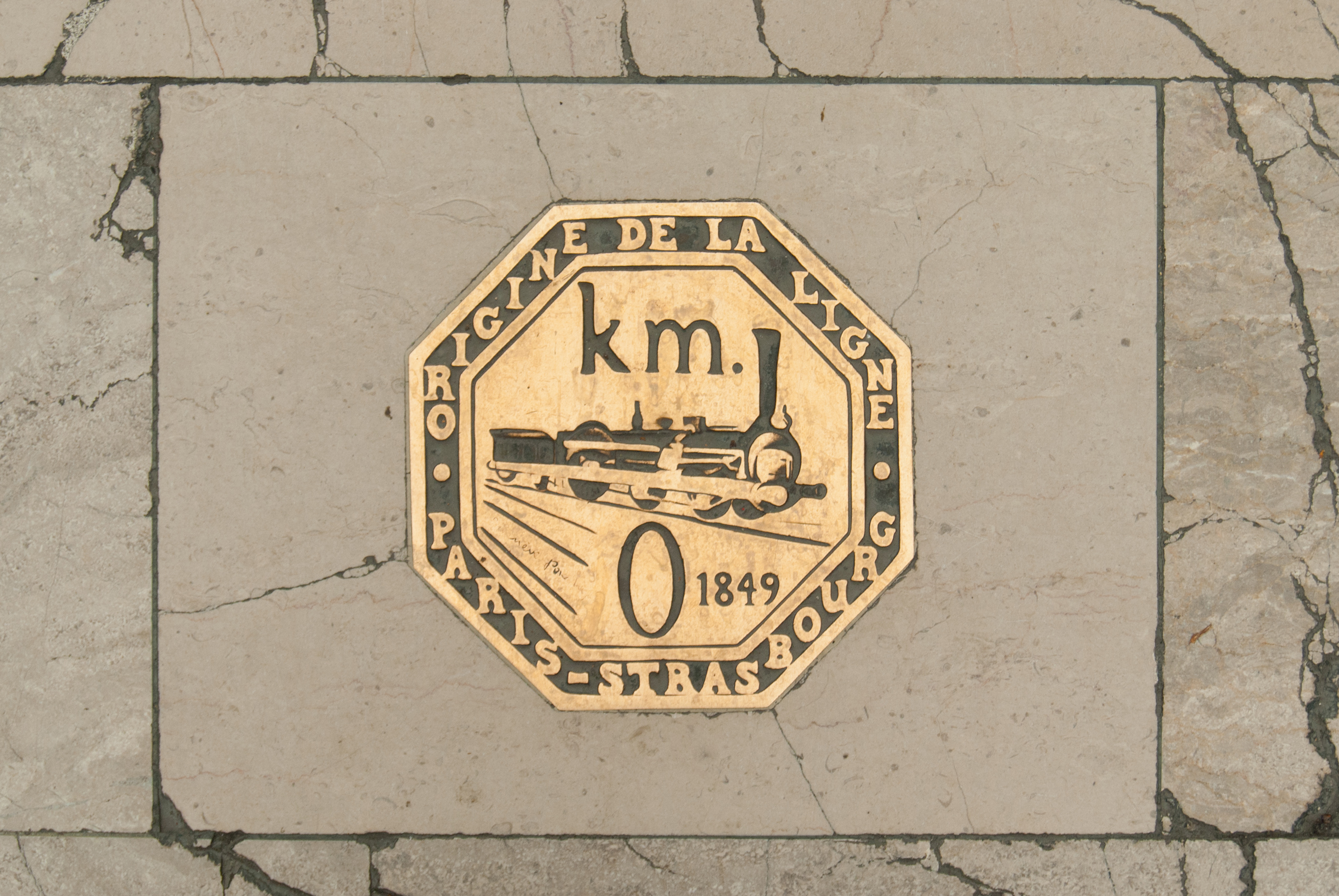
0キロポスト

### パリメトロ
4号線は相対式ホーム2面2線を有し、5号線・7号線は2面2線の相対式ホームが1面2線の島式ホームを挟む形の合計3面4線を有する地下駅である。島式ホームは5号線プラス・ディタリー方面と7号線ラ・クールヌーヴ＝ユイ・メ・ミルヌフサンキャラントサンク方面が同一ホームであり対面乗り換えが可能となっている。

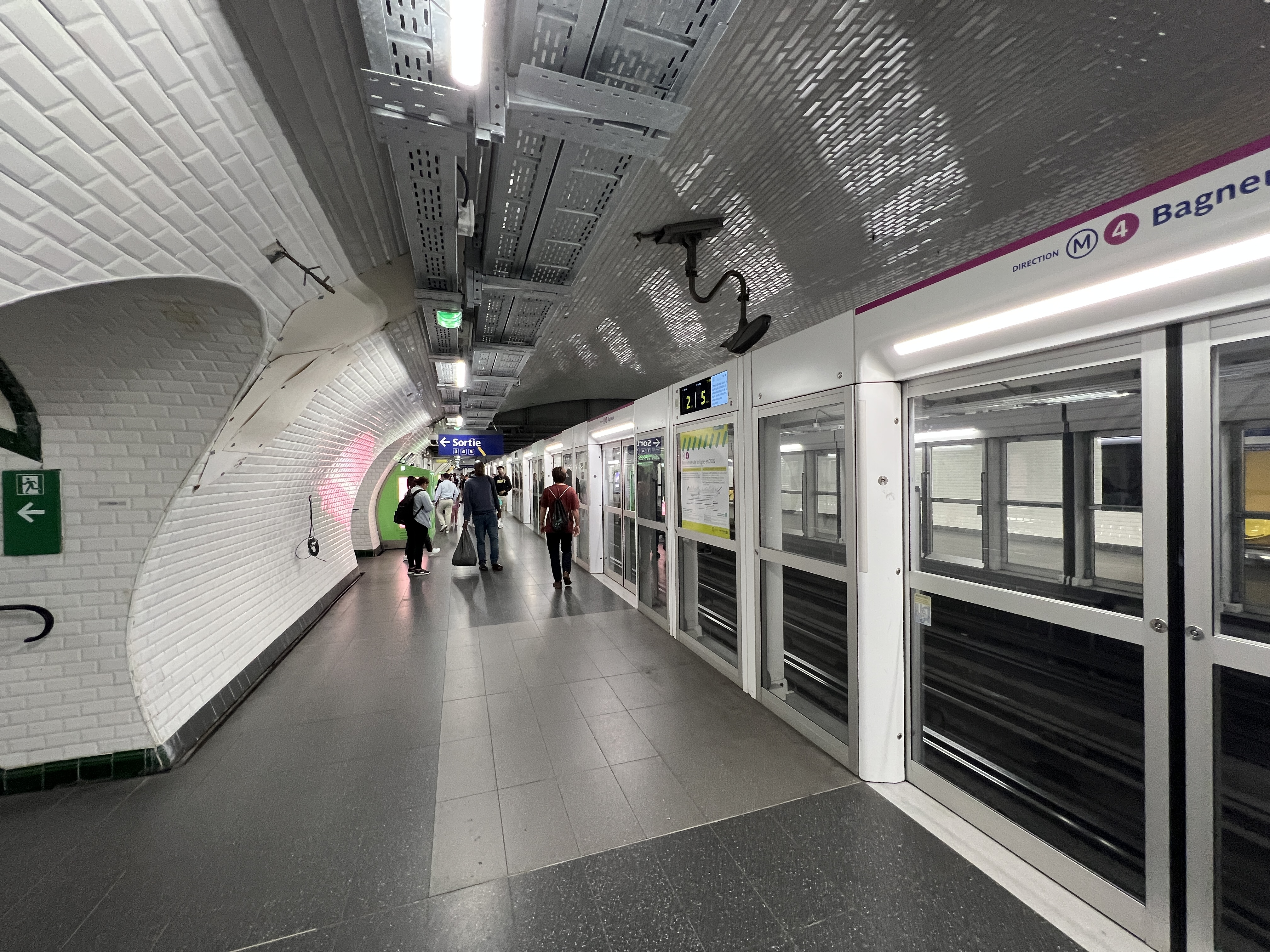
4号線ホーム
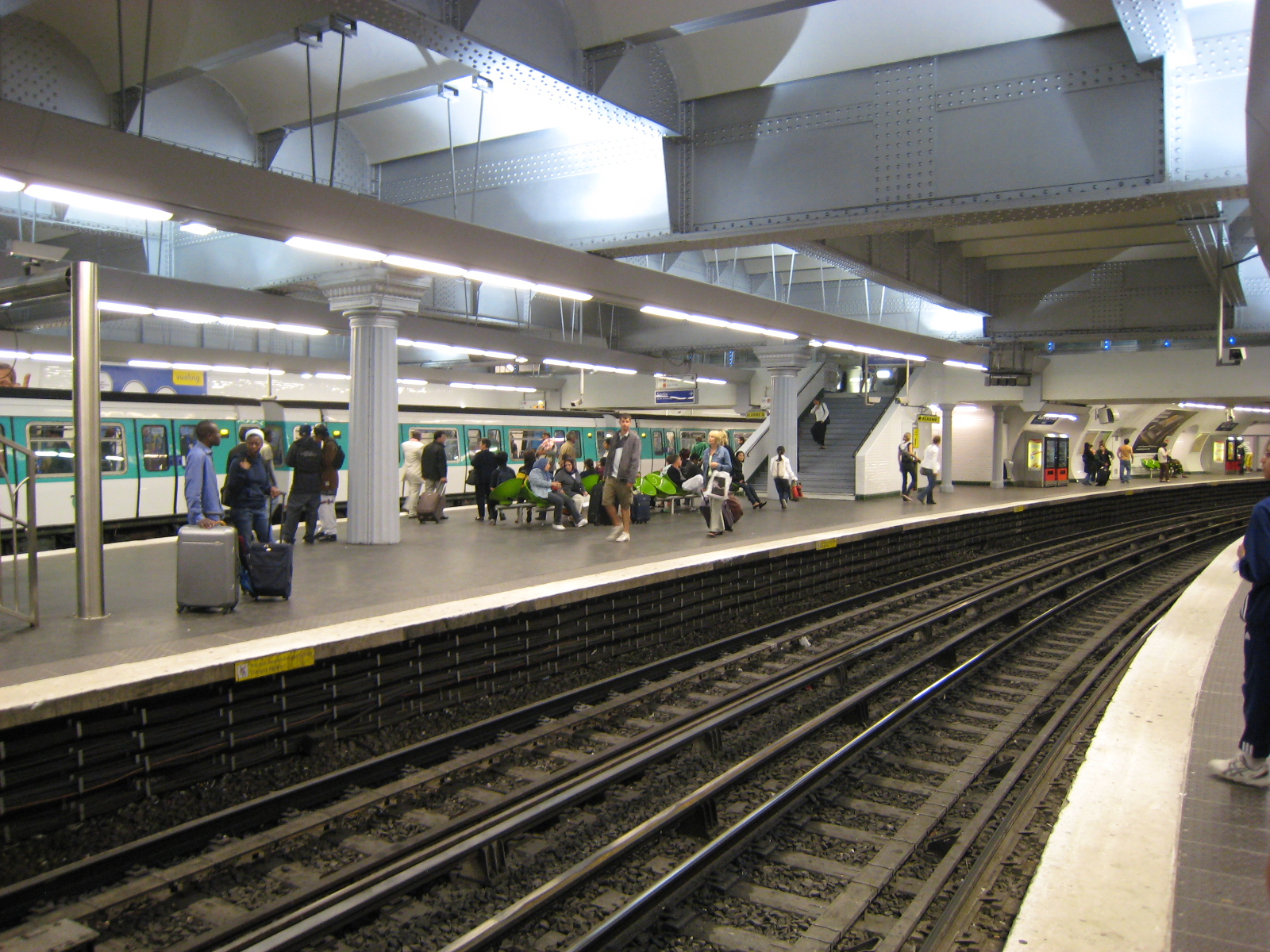
5号線・7号線ホーム

## 利用状況
2023年には年間約4000万人の乗降客数に達し、パリで5番目に大きな駅となった。RER E線の開通により利用客が減少していたが、 LGV東ヨーロッパ線の開通以降増加し、長距離旅客が22%増加した。

## 駅周辺
- 1918年11月11日広場（フランス語版）
- 1945年5月8日通り（フランス語版）
- ストラスブール通り（英語版、フランス語版）
- マドレーヌ＝ブラウン広場（フランス語版）
- ヴィルマン＝マザ・ジナ・アミニ庭園（フランス語版）
- サン・マルタン運河
- サン＝ローラン教会（英語版、フランス語版）
- サン＝ローラン広場（フランス語版）
- フランソワーズ・サガン視聴覚資料室（フランス語版）

## 隣の駅
| フランス国鉄（SNCF）                                                              | フランス国鉄（SNCF） | フランス国鉄（SNCF） |
| --------------------------------------------------------------------------------- | -------------------- | --- |
| 起点駅                                                                            | ICE                  | ストラスブール＝ヴィル駅 シュトゥットガルト中央方面 フランクフルト中央方面 ベルリン東方面                                         |
| 起点駅                                                                            | ICE                  | フォルバック駅 ザールブリュッケン中央駅 フランクフルト中央方面                                                                    |
| 起点駅                                                                            | TGV inOui            | ストラスブール＝ヴィル駅 フライブルク中央方面 シュトゥットガルト中央方面 ミュンヘン中央方面 フランクフルト中央方面 ベルリン東方面 |
| 起点駅                                                                            | TGV inOui            | フォルバック駅 ザールブリュッケン中央駅 フランクフルト中央方面                                                                    |
| 起点駅                                                                            | TGV inOui            | ムーズTGV駅 ロレーヌTGV駅 ストラスブール＝ヴィル駅 コルマール方面                                                                 |
| 起点駅                                                                            | TGV inOui            | シャンパーニュ＝アルデンヌTGV駅 ムーズTGV駅 ナンシー＝ヴィル駅 メス＝ヴィル駅 ストラスブール＝ヴィル駅 ストラスブール＝ヴィル方面 |
| 起点駅                                                                            | TGV inOui            | シャンパーニュ＝アルデンヌTGV駅 ムーズTGV駅 ナンシー＝ヴィル駅 メス＝ヴィル方面 ルクセンブルク方面                                |
| 起点駅                                                                            | TGV inOui            | シャンパーニュ＝アルデンヌTGV駅 ムーズTGV駅 メス＝ヴィル駅 ナンシー＝ヴィル方面 ルミルモン方面 サン＝ディエ＝デ＝ヴォージュ方面   |
| 起点駅                                                                            | TGV inOui            | シャンパーニュ＝アルデンヌTGV駅 バル＝ル＝デュック方面                                                                            |
| 起点駅                                                                            | TGV inOui            | ランス駅 ランス方面 シャルルヴィル＝メジエール方面 スダン方面                                                                     |
| 起点駅                                                                            | Ouigo                | メス＝ヴィル駅 ストラスブール＝ヴィル駅 ストラスブール＝ヴィル方面                                                                |
| 起点駅                                                                            | VSOE                 | ヴェローナ・ポルタ・ヌオーヴァ駅 ヴェネツィア・サンタ・ルチーア方面                                                               |
| 起点駅                                                                            | ナイトジェット       | ストラスブール＝ヴィル駅 ベルリン中央方面 ウィーン中央方面                                                                        |
| 起点駅                                                                            | TERグラン・エスト    | シャトー＝ティエリ駅 バル＝ル＝デュック方面 ストラスブール＝ヴィル方面                                                            |
| 起点駅                                                                            | TERグラン・エスト    | ラ・フェルテ＝スー＝ジュアール駅 シャトー＝ティエリ駅 シャロン＝アン＝シャンパーニュ方面 サン＝ディジエ方面                       |
| 起点駅                                                                            | TERグラン・エスト    | ノジャン＝シュル＝セーヌ駅 ヴィッテル方面 ディジョン＝ヴィル方面 ベルフォール方面 ミュルーズ＝ヴィル方面                          |
| 起点駅                                                                            | TERグラン・エスト    | ロングヴィル駅 ノジャン＝シュル＝セーヌ駅 トロワ方面 キュルモン＝シャランドレ方面                                                 |
| 起点駅                                                                            | トランシリアンP線    | モー駅 ラ・フェルテ＝ミロン方面 シャトー＝ティエリ                                                                                |
| 起点駅                                                                            | トランシリアンP線    | シェル＝グルネー駅 モー方面 |
| 起点駅                                                                            | トランシリアンP線    | ヴェルヌイユ＝レタン駅 プロヴァン方面                                                                                             |
| 起点駅                                                                            | トランシリアンP線    | トゥルナン駅 クロミエ方面 |
| メトロ4号線                                                                       |                      | |
| パリ北駅 ポルト・ド・クリニャンクール方面                                         |                      | シャトー・ド駅 バニュー＝リュシー・オブラック方面                                                                                 |
| メトロ5号線                                                                       |                      | |
| パリ北駅 ボビニー＝パブロ・ピカソ方面                                             |                      | ジャック・ボンセルジャン駅 プラス・ディタリー方面                                                                                 |
| メトロ7号線                                                                       |                      | |
| シャトー・ランドン駅 ラ・クールヌーヴ＝ユイ・メ・ミルヌフサンキャラントサンク方面 |                      | ポワソニエール駅 ヴィルジュイフ＝ルイ・アラゴン方面                                                                               |